# 高东镇
高东镇是中国上海市浦东新区下辖的一个镇。面积36.24平方公里。户籍人口3.55万人（2008年）。

## 歷史
高東鎮原為高昌鄉的部分，舊屬上海縣。清嘉庆十五年（1810年），析高昌乡滨海的15个图设置川沙抚民厅。川沙撫民廳後來成為川沙縣。浦東新區成立，高東鎮隨川沙縣併入浦東新區。

## 行政区划
高东镇下辖杨园新村第一居委会、杨园新村第二居委会、高东新村居委会、千秋嘉苑居委会、欣连苑居委会、先锋居委会、高东新村第二居委会、高东新村第三居委会、新高苑居委会、新高苑第二居委会、杨园新村第三居委会、杨园新村第四居委会、珊璜村村委会、张家宅村村委会、楼下村村委会、沙港村村委会、金光村村委会、竞赛村村委会、先锋村村委会、踊跃村村委会、永新村村委会、革新村村委会、徐路村村委会、上游村村委会。